# Bill Tilden
William Tatem Tilden II (Philadelphia, 10. veljače 1893. - Los Angeles, 5. lipnja 1953.), zvani „Big Bill”, bio je američki tenisač. 
Bio je tenisač amater broj 1 u svijetu šest uzastopnih godina, od 1920. do 1925., a Ray Bowers 1931. i 1932. i Ellsworth Vines 1933. rangirali su ga također kao najboljega tenisača amatera na svijetu. Osvojio je 14 velikih pojedinačnih naslova, uključujući 10 Grand Slamovih natjecanja, jedno Svjetsko prvenstvo na tvrdoj podlozi i tri profesionalna velika natjecanja. Bio je prvi Amerikanac koji je osvojio Wimbledon, uzevši naslov 1920. Također je osvojio zajedničkih rekordnih sedam naslova prvaka SAD-a (dijeleći ih s Richardom Searsom i Billom Larnedom).
Tilden je vladao svijetom međunarodnog tenisa u prvoj polovici 1920.-ih, a tijekom svojeg 20-godišnjeg amaterskog razdoblja od 1911. do 1930. osvojio je 138 od 192 turnira na kojima se natjecao. Posjeduje teniska postignuća svih vremena, uključujući rekord u pobjedama u ukupnoj karijeri i postotak pobjeda u karijeri na Prvenstvu SAD-a. 
Na Državnome prvenstvu SAD-a 1929., Tilden je postao prvi igrač koji je stigao do deset finala na istome Grand Slamovu turniru. Tilden, koji je često bio u sukobu s Teniskim savezom Sjedinjenih Američkih Država oko svojega amaterskog statusa i prihoda stečenih od novinskih članaka, osvojio je svoj posljednji veliki naslov 1930. u Wimbledonu, s 37 godina. Krajem te godine postao je profesionalac i otišao je na turneju s drugim profesionalcima sljedećih 15 godina.